# NGC 2616
NGC 2616 este o galaxie lenticulară situată în constelația Hidra. A fost descoperită în 9 martie 1886 de către Lewis A. Swift. Se află la o distanță de 103,28 megaparseci de Pământ.